# Park Place (stacja metra na Broadway – Seventh Avenue Line)
Park Place – stacja metra nowojorskiego, na linii 2 i 3. Znajduje się w dzielnicy Manhattan, w Nowym Jorku i zlokalizowana jest pomiędzy stacjami Chambers Street i Fulton Street. Została otwarta 1 lipca 1918.